# غريس ناب
غريس إتش ناب (21 نوفمبر 1870 – 14 مارس 1953) كانت مبشرة ومعلمة مسيحية أمريكية خدمت في الدولة العثمانية. خلال فترة عملها كمبشرة، كانت ناب شاهدةً على الإبادة الجماعية للأرمن حيث كانت متمركزة في وان وقد وصفت في النهاية الأحداث في المنطقة في كتابين منشورين يصفان تجربتها. يصف الكتاب الأول، البعثة في وان في تركيا في زمن الحرب بالتفصيل مذابح الأرمن على يد الجنود الأتراك خلال مقاونة وان. بينما يروي كتابها الثاني، مأساة بدليس، روايات ممرضتين شهدتَا مذابح الأرمن في بدليس. إن روايتها لأحداث بدليس هي واحدة من الروايات المكتوبة القليلة عن المذابح في تلك المنطقة.

## النشأة
ولدت غريس هايلي ناب في 21 نوفمبر 1870 لأبوين مبشرين في بدليس في الدولة العثمانية. كان والدها، القس جورج كوشينغ ناب، مبشرًا متفانيًا وكانت والدتها، ألزينا تشرشل ناب، معلمة. في أبريل 1883، وفي سن الثانية عشرة، انتقلت ناب إلى الولايات المتحدة لتلقي تعليمها في ماساتشوستس وفيرمونت وإلينوي. في عام 1889، بدأت الدراسة في كلية ماونت هوليوك وتخرجت في عام 1893، ثم عادت إلى الدولة العثمانية في أكتوبر من ذلك العام حيث درست في معهد ماونت هوليوك كردستان، الواقع في بدليس. درست لاحقًا في أرضروم ووان، حيث تم تكليفها بالتدريس في فترات زمنية مختلفة.

## شهادتها على الإبادة الجماعية للأرمن

### الخلفية
في حرب البلقان الأولى في العامين 1912 و1913، فقدت الدولة العثمانية ممتلكاتها في البلقان بسبب الانتفاضات المسيحية، مما زاد المخاوف في الوطن التركي من أن الأقلية الأرمنية المسيحية المضطربة في الدولة — بمساعدة أو تشجيع الحكومات الغربية — قد تحاول أيضًا إقامة دولة مستقلة، مما قد يؤدي إلى تفكك تركيا نفسها. نتيجة للحروب، لجأ ما لا يقل عن نصف مليون عثماني مسلم من ممتلكات الدولة البلقانية السابقة إلى تركيا، مما أثار رغبة العديد من الأتراك في الانتقام. وصل عدم الثقة والشك بالأرمن إلى ذروته بعد اندلاع الحرب العالمية الأولى، عندما تم ألقي اللوم على عدم ولاء الأرمن في التقدم الناجح للقوات الروسية عبر الحدود التركية إلى ولاية وان ذات الكثافة السكانية العالية بالأرمن في أوائل عام 1915. تبنت الحكومة التركية مجموعة من الإجراءات المتطرفة التي ستبلغ ذروتها في الإبادة الجماعية للأرمن.

### مجازر وان
تروي غريس ناب في مذكراتها عن المهمة في وان في تركيا في زمن الحرب أنها كانت في وان عند اندلاع الحرب العالمية الأولى، وأشارت إلى تعرض العديد من الأرمن للنهب وسرقة ثرواتهم أثناء تعبئة الجيش العثماني في خريف عام 1914. تعرض الجنود الأرمن المجندين في الجيش العثماني لسوء المعاملة وأجبروا على القيام بالأعمال اليدوية في ظل ظروف قاسية. وقبل التجنيد الإجباري، تمت مصادرة أسلحة الأرمن وترك السكان في حالة ضعف في وقت الحرب. ذكرت ناب أن الأرمن احتفظوا بضبط النفس ومنعوا أي تصعيد إضافي للتوترات مع من مصادرة الأسلحة، كما أنهم منعوا اندلاع المعارك ومنعوا القرويين الأرمن من القيام بأي نوع من التمرد.

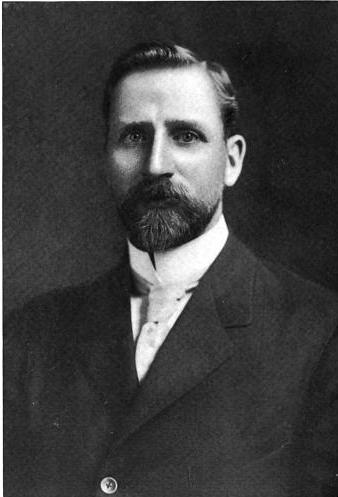
مثل جريس ناب، كان المبشر كلارنس أوشر في وان خلال الإبادة الجماعية للأرمن. في عام 1917 نشر أوشر مذكرات عن تجاربه بعنوان طبيب أمريكي في تركيا: قصة مغامرات في السلام والحرب كتب فيها أن 55 ألف أرمني قتلوا في وان وحدها. تعتبر شهادته واحدة من أكثر روايات شهود العيان تفصيلًا عن الأحداث.

في فبراير 1915، ذكر المبشر كلارنس أوشر، الذي كان متمركزًا في المستشفى الأمريكي في وان، في مذكراته طبيب أمريكي في تركيا: قصة مغامرات في السلام والحرب، أن الحاكم «القوي والليبرالي» أو والي المقاطعة تم استبداله بجودت بك، صهر القائد العام التركي، أنور باشا. لم يتمكن الوالي الجديد من السفر إلى وان حتى أواخر مارس، عندما وصل «برفقة عدة آلاف من الجنود غير النظاميين والأكراد والشركس».
تروي مذكرات ناب وصول جودت بك بتفاصيل مماثلة لتلك الخاصة بمذكرات أوشر. وتمامًا كما أشار أوشر في مذكراته الخاصة، فقد كتبت ناب أن أحد أعمال جودت الأولى كانت مطالبة أرمن فان بتزويدهم بـ3000 رجل أصحاء (ذكر أوشر أن العدد كان 4000) لكتائب العمل، لكن القيادة الأرمنية الخائفة من نوايا جودت، عرضت 400 رجل (ذكر أوشر أن العدد كان 500) مع دفع رسوم الإعفاء القياسية للباقين، وهو ما رفضه جودت. في 16 أبريل، ألقى جودت القبض على أحد قادة المجتمع في بلدة شداخ، لكن سكان البلدة، بناء على شائعة عن مقتله الوشيك، حاصروا مركز الشرطة مطالبين بالإفراج عنه. يشير أوشر في مذكراته إلى أن جودت دعا بعد ذلك مجموعة صغيرة من القادة الأرمن لزيارة شداخ في مهمة سلام، ولكن تم اغتيالهم في الطريق. بعد القتل، كتبت ناب أن الأرمن حثوا أوشر على تهدئة الحاكم. ومن ثم قام أوشر نفسه، الذي كان يعرف جودت بك منذ الطفولة، بزيارة الوالي على أمل نزع فتيل التوترات. يروي أوشر لقاءه مع سيفدت على النحو التالي:
يشير أوشر لاحقًا إلى أن هذا التبادل كان خداعًا متعمدًا، لأن الفوج المعني لم يهاجم شداخ بل تم تحويله إلى واد حيث «دمروا ست قرى لا تحتوي إلا على رجال ونساء وأطفال»؛ ومع ذلك، تشير مصادر أخرى إلى أن التحويل كان ببساطة بسبب عدم انضباط الوحدة. وصفت ناب تداعيات الرواية بتفصيل مماثل. بعد ذلك، طالب جودت مرة أخرى أن «يُسلِّم 4000 رجل أرمني أنفسهم للجيش»، وأطلق سراح اثنين من القادة الأرمن كبادرة حسن نية، لكن الأرمن، بعد اقتناعهم الآن بنوايا جودت العدائية، أخروا الرد. في هذه الأثناء، واصل أوشر والوكيل القنصلي الإيطالي، سنيور سبورديني، التفاوض مع جودت، محاولين إقناعه بأن أفعاله كانت تلهب الموقف بدلًا من تهدئته، ولكن جودت بحلول هذا الوقت اختار مسارًا آخر. في 19 أبريل صدر أمر سري لقواته في الولاية:
وبالمثل كتبت ناب أن جودت بك كان من المفترض أن «يعاقب شداخ أولًا» ومن ثم أولئك الذين قاوموا بقتل «كل رجل وامرأة وطفل من المسيحيين». ما تبع ذلك هو ما يسميه المؤرخون المعاصرون «عهد الإرهاب» لجودت بك والذي قدر أن 55 ألف أرمني قُتلوا فيه.

### مقاومة وان

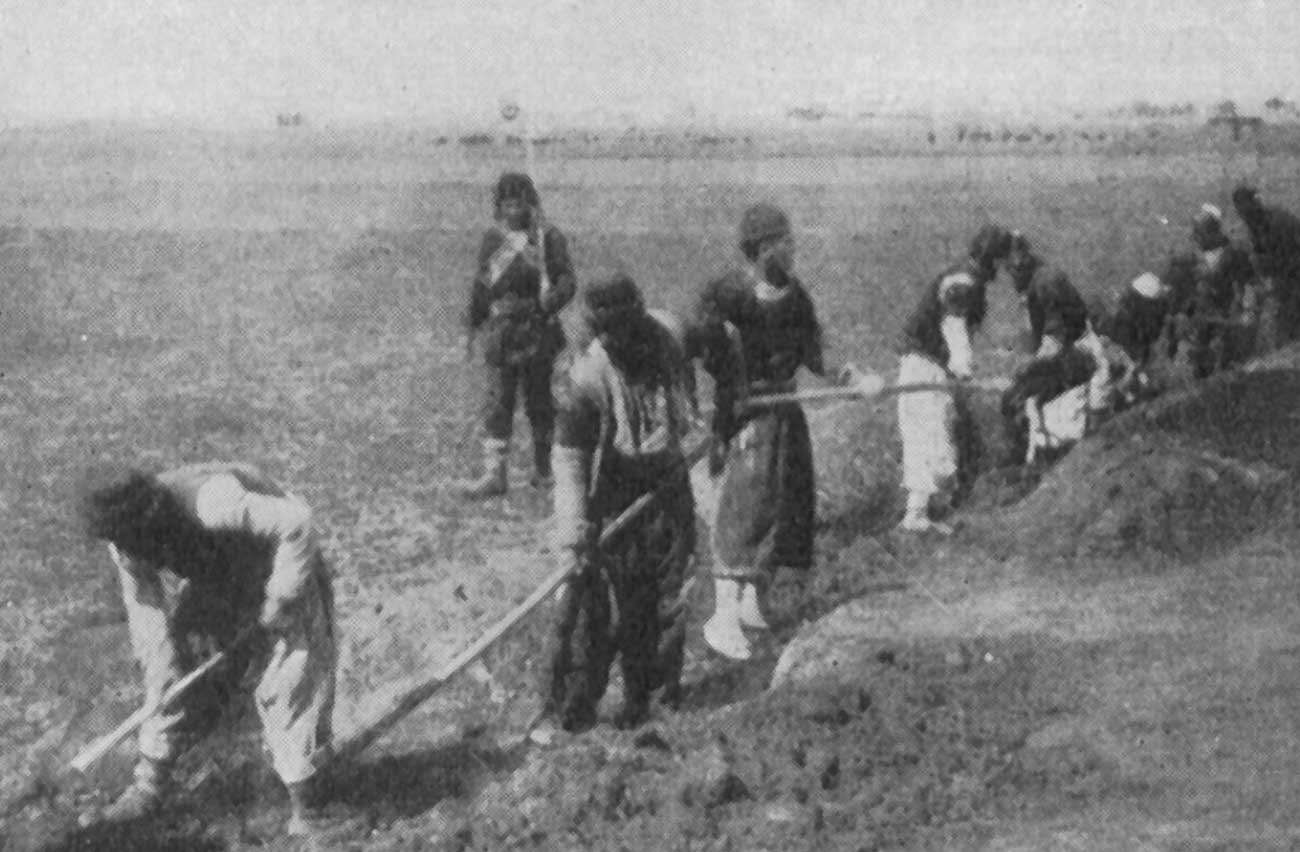
الأرمن يحفرون الخنادق

تقول غريس ناب إن الأرمن لم يخططوا لـ«تمرد» كما يدعي الحاكم، لكنهم كانوا يحاولون إيجاد طريقة سلمية لحل النزاع. وكتب شهود عيان آخرون، مثل إليزابيث أشر، زوجة كلارنس أشر، «مع أن الوالي يسمي الأحداث تمردًا، إلا أنها في الحقيقة محاولة لحماية حياة ومنازل الأرمن».  ومع ذلك، بدأ الأرمن في حفر الخنادق واستعدوا للدفاع عن أنفسهم.  يشير أوشر إلى أن الأرمن حُرموا من العديد من رجالهم القادرين على العمل بسبب التعبئة، وأن الذخيرة والأسلحة كانت محدودة بسبب المصادرة. تروي ناب بعد ذلك أن جودت بك طالب بوضع خمسين جنديًا تركيًا في المجمع التبشيري الأمريكي في وان، لكن الأرمن رفضوا ذلك على أساس أنه من شأنه المساومة على مواقعهم الدفاعية. بحلول هذا الوقت، بدأت الحرب بالفعل، ولم يتم إرسال الحراس أبدًا.

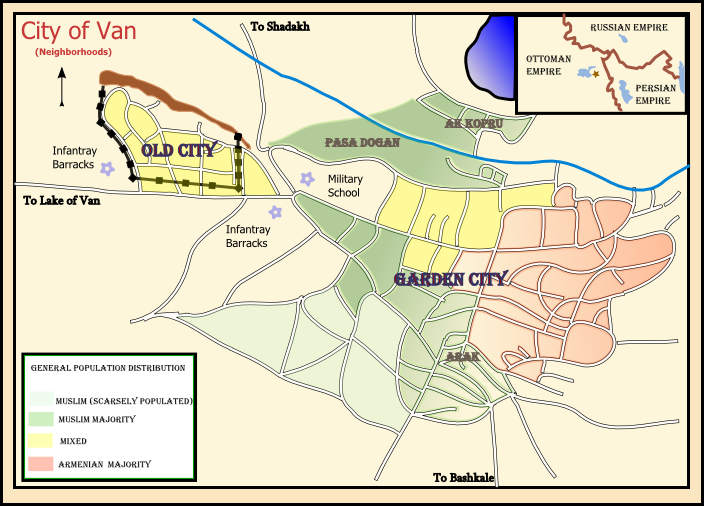
مدينة وان وأحيائها. كانت "جاردن سيتي" أو أكسدان باللغة الأرمينية هي الحي الأرمني الذي حاصرته القوات التركية أثناء الحصار. {

وبحسب ناب، فإن الهجوم على وان اندلع عندما حاولت مجموعة من الجنود الأتراك القبض على فتاة أرمنية. عندما قام رجلان أرمنيان بتوبيخ الأتراك، فتح الجنود الأتراك النار على الفور وقتلوا الرجال الأرمن. ثم اندلعت مشاجرة تطورت بسرعة إلى «صهر عام» تلاه وابل مدفعي من قبل الأتراك في صباح يوم 20 أبريل. أعقب ذلك هجوم من المشاة الأتراك برفقة «عصابة تركية» تم صدها بسهولة باستخدام نيران الأسلحة الصغيرة. أفاد أوشر بعد ذلك أن قيادة جودت هاجمت القرى الأرمنية في جميع أنحاء الولاية. في إرجيش، ثاني أكبر بلدة، جمع القائد زعماء البلدة و2500 من رجالها وساروا إلى نهر قريب حيث قُتلوا «في مجموعات مكونة من خمسين»، وبعد ذلك «تم تقسيم النساء والأطفال والممتلكات على الأتراك». وبالمثل، كتبت ناب أن رجلًا من قرية إرجيش أخبرها أن الأرمن تم تجميعهم في 19 أبريل ثم «قُطعوا» على يد جنود جودت. أثبتت قرية شداخ، المذكورة سابقًا، أنها «غير قابلة للقهر»، وكذلك قرية أخرى، وهي موكس، كانت محمية بشكل فعال من قبل زعيم كردي، ولكن في حين أن بعض القرى الأخرى كانت قادرة على شن درجة من المقاومة، لم يكن لدى معظمها أي وسيلة للقيام بذلك. يروي أوشر أن القوات التركية أحرقت منازل الأحياء الأرمنية التي تركت خارج محيط دفاع الأرمن، واستقرت في حصار. كتبت ناب بالمثل أن «المنازل شوهدت تحترق من كل اتجاه.» بعد هذه المرحلة من الصراع قُتل ما يقدر بنحو 55 ألف أرمني. 
ثم حُبس الأرمن داخل منطقة ميل مربع تُعرف باسم «جاردن سيتي» أو أكسدان باللغة الأرمينية، ثم قصفت هذه المنطقة من قبل القوات التركية. من أجل الدفاع عن أنفسهم، كان الأرمن يصنعون أسلحتهم وذخائرهم بأنفسهم، وتمكنوا من تصنيع حوالي 2000 طلقة من ذخيرة الأسلحة الصغيرة يوميًا، من الخردة المعدنية والشظايا التركية، طوال فترة الحصار.  وفقًا لأوشر، كانت المدينة قد تركت وقت الحصار مع 300 رجل فقط مسلحين ببنادق حديثة، بالإضافة إلى 1000 آخرين مسلحين بمسدسات و«أسلحة عتيقة». ومع ذلك، ستثبت هذه القوة أنها كافية لإبقاء قوة جودت الأكبر والأفضل تجهيزًا في مأزق لعدة أسابيع. ومع ذلك، واصل الأرمن جهودهم للجوء إلى الوسائل السلمية. أرسلوا تصريحات رسمية للجنود الأتراك يقولون فيها إنهم لا يريدون محاربة «جيرانهم الأتراك». كما وضع الأرمن قواعد تأديبية لكبح جماح أنفسهم من السلوك غير القانوني والانخراط في الأخلاق السليمة أثناء الحصار. كتبت ناب:
كتبت ناب أن الأرمن لم يحاولوا شن هجوم، وكتبت أن الأرمن «يقاتلون من أجل منازلهم وحياتهم ذاتها». كما ذكرنا سابقًا، فقد ذكرت هذا أيضًا إليزابيث أوشر. لذلك، أكدت ناب أنها كانت أكثر تعاطفًا مع الأرمن، لكن كان عليها أن تظل محايدة طوال الصراع. وبالمثل لم يرغب الأرمن في جر الأمريكيين إلى الصراع. كما رفضوا أن يعالج الأطباء الأمريكيون جنودهم الجرحى في المجمع. وبدلاً من ذلك، عولجوا من قبل أوشر في مستشفى للأرمن. في 23 أبريل، ذكرت ناب أن جودت بك أرسل رسالة إلى أوشير يهدد فيها بقصف المجمع الأمريكي إذا سمحوا للأرمن الموجودين في الجوار بدخول المجمع. أصر الأمريكيون على أنهم يجب أن يظلوا محايدين. 

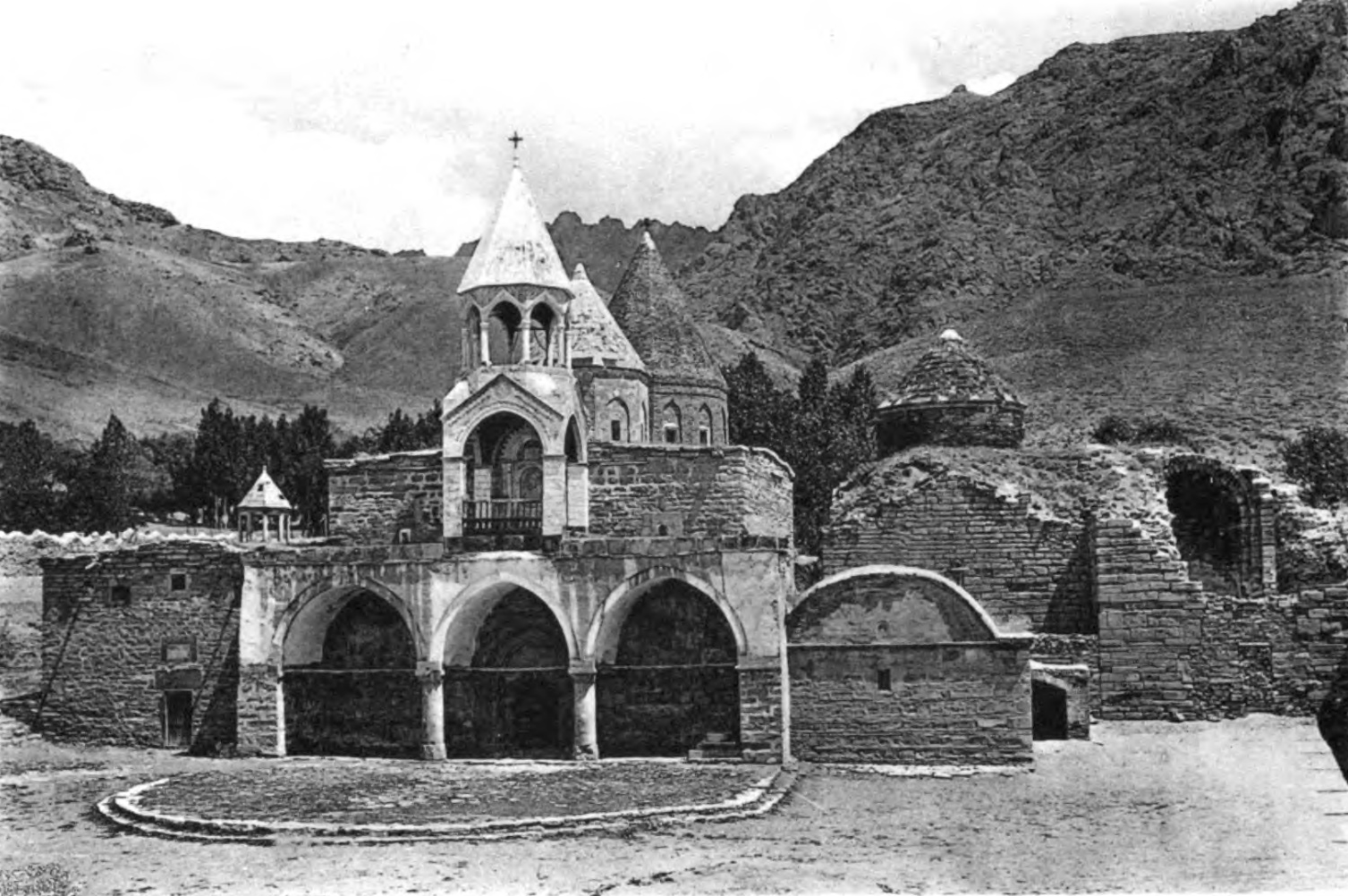
صورة التقطت عام 1913 لدير فاراجافانك في وان. في مايو 1915 هاجم الجيش التركي وأحرق ودمر معظم الدير. روت ناب: «في الثامن من مايو، رأينا [قرية شوشانتز] مشتعلة، ودير فاراك القريب بمخطوطاته القديمة التي لا تقدر بثمن يشتعل أيضًا.»

كتبت ناب أن جنود جودت بك وحلفائهم الأكراد ارتكبوا مذابح في الريف. تكتب بالتفصيل:
جاء اللاجئون من هذه المجازر إلى المجمع الأمريكي طلباً للمساعدة، لكن أوشر عالجهم في مستشفى آخر بدلًا من ذلك. مع استمرار الحصار، احتفظ الأرمن بمواقعهم بعد أسبوعين من القتال. لاحظت ناب أن الأرمن نجحوا في تشكيل حكومة رغم من القصف المستمر، مع أنها كانت غير فعالة نسبيًا. في 8 مايو، أضرمت النيران في دير فاراجافانك الأرمني و«اشتعلت النيران في المخطوطات القديمة التي لا تقدر بثمن». تعرض المنزل الذي كانت ناب تقيم فيه لقصف شديد بالمدفعية. ومع أنها تمكنت نجت منه، إلا أن غرفة نومها دمرت.
في 14 مايو، بعد قرابة شهر من الحصار، انسحبت القوات التركية بسبب تقدم القوات الروسية، التي أخلت المدينة بعد أيام قليلة. تقول ناب إن المدينة كانت «مستيقظة، تغني، وتفرح طوال الليالي.» احتلت القوات الروسية المدينة في 19 مايو، وانتهى الحصار رسميًا. ومع رفع الحصار، كان الأرمن يتمتعون بفترة وجيزة مدتها عشرة أسابيع من الحكم الذاتي مع ارام مانوكيان كحاكم.
خلال هذا الوقت، قدم المبشرون الإغاثة إلى لاجئي النزاع. ولكن تميزت هذه الفترة أيضًا بانتشار المرض الذي أودى بحياة العديد من المبشرين بما في ذلك إليزابيث زوجة أوشر. بعد ذلك، أدى تقدم القوات التركية إلى تهديد المدينة مرة أخرى. أُمرت القوات الروسية بالانسحاب وفر آلاف الأرمن من المدينة بدلًا من الوقوع مرة أخرى في أيدي الأتراك، ففروا عبر الحدود إلى منطقة القوقاز الروسية الآمنة نسبيًا. تم إجلاء ناب، إلى جانب المبشرين الأمريكيين الآخرين، من خلال قوافل قدمها الصليب الأحمر.

### مجازر في بدليس

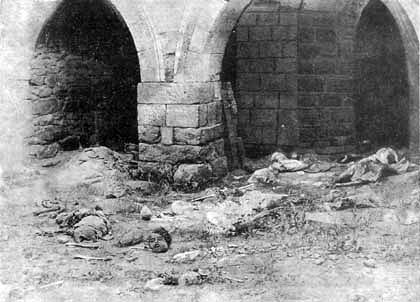
دير بدليس الأرمني في أعقاب الإبادة الجماعية للأرمن برؤوس مقطوعة وجثث في المقدمة.

مع أن ناب لم تكن في بدليس خلال فترة الإبادة الجماعية للأرمن، إلا أنها نشرت روايات من ممرضتين كانتا حاضرتين في ذلك الوقت. تذكر كناب في مقدمة كتابها أن الروايات كانت سرديات كلمة بكلمة من الممرضتين غريسيل مكلارين وميرتل شين. كما تقول أن بدليس كانت مكانًا مهمًا لها لأنها كانت مسقط رأسها ومحل إقامة عائلتها لعدة أجيال.
تبدأ قصة الآنسة مكلارين بوصف الوضع في وان حيث كانت تعمل ممرضة في المستشفى. أثناء الحصار، تم إخبار مكلارين بناءً على طلب جودت بك بالبقاء في المستشفى أثناء الحصار. في غضون ذلك، كتبت: «لقد صورنا أصدقاءنا الأرمن على أنهم طردوا من منازلهم وقتلوا بوحشية». لم تبقى مكلارين في وان لفترة طويلة وتم نقلها إلى بدليس بالقارب عبر بحيرة وان. في طريقهم إلى بدليس، توقفت مكلارين والآخرون عند كاتدرائية الصليب المقدس الأرمنية الموجودة على الجزيرة لتناول وجبة. لكن عند وصولهم، قال الكهنة إن الجنود الأتراك زاروا الدير قبل يومين وقتلوا عددًا من القساوسة والأيتام. ثم نهب الجنود الكنيسة، وكتبت مكلارين:
وصلت مكلارين وشركتها إلى قرية تاتفان الواقعة على الشاطئ الغربي لبحيرة وان. أثناء وجودها في تاتفان، وصفت مشهدًا ظهر فيه حوالي خمسين ناجًا من المذبحة. أخبر الناجون، ومعظمهم من النساء، مكلارين أن أطفالهم قُتلوا وأن جثثهم ألقيت في بحيرة وان. كما روَوا كيف تم اختطاف بناتهم من قبل الأكراد المحليين. عندما قررت النساء تقديم شكوى إلى الحكومة المحلية في بدليس، أشارت مكلارين إلى أنهن لم يكن على علم بأن «القضية قد أمرت بها الحكومة».
بقيت مكلارين في القرية حيث واصل الأكراد المحليين ارتكاب مذبحة في جميع أنحاء الريف. من ضمن ذلك اعتقالات جماعية لرجال أرمن تتراوح أعمارهم بين عشر سنوات وما فوق في 22 يونيو. في 25 يونيو، تلقى جودت بك مزيدًا من المساعدة في المجازر المستمرة، حيث وصل إلى بدليس قادمًا من وان برفقة 8000 جندي تعزيز معروفين باسم «جزاري البشر».  ثم اقتيد المعتقلون إلى خارج المدينة وقتلوا باستخدام الفؤوس والمعاول. قالت مكلارين إن من قاوموا الاعتقال قُتلوا وأحرقت منازلهم. وفقًا للمؤرخ ريموند كيفوركيان، فقد استغرق القضاء على السكان الذكور الأرمن في بدليس أسبوعين. بعد فترة وجيزة من الاعتقالات، بدأ ترحيل النساء والأطفال في 29 يونيو. حاولت مكلارين وزملاؤها الأمريكيون إنقاذ الفتيات تحت رعايتهن من الترحيل من خلال مناشدة الوالي الذي رفض وذكر أن «أمرًا صدر من القسطنطينية بعدم بقاء أي أرميني في بدليس». وفي الوقت نفسه، كما تقول مكلارين، «يبدو أن الشرطة قد جن جنونها من تعطشهم لدماء الأرمن». أشارت إلى أن الدرك يقتلون الآن من تبقى من النساء والأطفال في بدليس. تصف بالتفصيل:
بعد احتلال وان، اقترب الجيش الروسي من بدليس في منتصف يوليو. مع وصول الجيش الروسي، هرب السكان المسلمون من بدليس، مما وضع حدًا فعليًا للمجازر. ومع ذلك، بحلول 15 يوليو وقبل وصول الجيش الروسي، كان القضاء على السكان الأرمن في بدليس قد «اكتمل فعليًا». بعد إقامة قصيرة، تراجع الجيش الروسي في 24 يوليو وأعادت القوات التركية تواجدها في بدليس. بقيت مكلارين وشين في بدليس حتى 30 نوفمبر 1915، عندما تم اصطحابهما خارج بدليس. على طول الطريق، شهد كلاهما جثثًا وجثثًا مشوهة نتيجة مذابح أخرى وواجهتا العديد من القرى التي دمرتها النيران.
في أكتوبر 1917، كتبت غريسيل مكلارين وميرتل شين عن تجربتهما في بيتليس أثناء الحرب. في عام 1919 نُشرت الحسابات بعد ذلك في كتاب ناب مأساة بدليس.

## الحياة في وقت لاحق
عندما عادت غريس ناب إلى الولايات المتحدة، انتقلت إلى مدينة نيويورك حيث بدأت العمل كاتبةً في اللجنة الأمريكية للإغاثة الأرمينية والسورية (ACASR؛ المعروفة الآن باسم منظمة الشرق الأدنى) من عام 1918 إلى عام 1923. كانت اللجنة الأمريكية للإغاثة الأرمينية والسورية منظمة إغاثة مسؤولة عن مساعدة الضحايا والناجين من الإبادة الجماعية للأرمن والآشوريين. بعد الانتقال إلى بوسطن في ماساتشوستس، واصلت ناب العمل محررةً لمجلس المفوضين الأمريكيين للبعثات الأجنبية من عام 1923 إلى عام 1940. لقد نشرت تجربتها أثناء عملها في الدولة العثمانية في عدة كتب بعنوان «المهمة في وان في تركيا في زمن الحرب» (1916) و«مأساة بدليس» (1917)، والأخيرة عبارة عن مجموعة من روايات شهود العيان كما هو مذكور في الاعلى. تبرعت ناب بصورها الشخصية ورسائلها ووثائقها المتعلقة بتجاربها في بدليس وأرضروم ووان إلى أرشيفات كلية مونت هوليوك والمجموعات الخاصة.
بالإضافة إلى نشر روايات شهود عيان، فقد كتبت أيضًا كتيبًا من القصائد.
في 14 مارس 1953، توفيت غريس ناب في أوبورنديل بولاية ماساتشوستس عن عمر يناهز 82 عامًا.

## ملحوظات
1. ↑  كان اسم جودت الفعلي هو طاهر جودت. "بك" هو لقب تكريم تركي.

## روابط خارجية
- أعمال أو نبذة عن غريس ناب على أرشيف الإنترنت
- The mission at Van in Turkey in war time By Grace H. Knapp (full text)
- The Tragedy of Bitlis by Grace H. Knapp (full text)